# Akritas Chlorakas
Akritas Chlorakas CF es un equipo de fútbol de Chipre. Fue fundado en 1971 y desde entonces está compitiendo en la Primera División de Chipre.

## Palmarés
- Cypriot Third Division (3): 1976–77, 2008-09, 2015–16
- Cypriot Cup for Lower Divisions (1): 2014–15